# Narges Mohammadi
Narges Mohammadi (pers. ‏نرگس محمدی‎; ur. 21 kwietnia 1972 w Zandżanie) – irańska fizyczka i działaczka na rzecz praw człowieka, wiceprezes Defenders of Human Rights Center (pers. ‏کانون مدافعان حقوق بشر‎) – irańskiej organizacji praw człowieka, na której czele stoi laureatka Pokojowej Nagrody Nobla Szirin Ebadi. W maju 2016 została skazana w Teheranie na 16 lat więzienia za utworzenie i przewodniczenie „ruchowi na rzecz praw człowieka, który prowadzi kampanię na rzecz zniesienia kary śmierci” w Iranie. W 2022 roku znalazła się na liście 100 kobiet BBC. W 2023 roku decyzją Norweskiego Komitetu Noblowskiego otrzymała Pokojową Nagrodę Nobla „za walkę z uciskiem w Iranie i jej walkę na rzecz promowania praw człowieka dla wszystkich”.
Odbywa wyrok 10 lat i 9 miesięcy więzienia za działania na szkodę bezpieczeństwa narodowego i propagandę przeciwko państwu. Została także skazana na karę 154 batów.

## Nagrody
- 2009 – Alexander Langer Award[8]
- 2011 – Nagroda im. Pera Angera, przyznawana przez rząd Szwecji[9]
- 2018 – Andrei Sakharov Prize(inne języki), przyznawana przez Amerykańskie Towarzystwo Fizyczne[2]
- 2023 – Pokojowa Nagroda Nobla[6]